# Federació Andorrana d’Esports de Gel
Die Federació Andorrana d’Esports de Gel (FAEG) (Andorranischer Eissportverband) ist der nationale Eishockeyverband Andorras.

## Geschichte
Der Verband wurde am 18. März 1992 gegründet und wurde am 4. Mai 1995 in die Internationale Eishockey-Föderation aufgenommen. Der Verband gehört zu den assoziierten Mitgliedern der IIHF. Aktuelle Präsidentin ist Mònica López.
Der Verband befasst sich vor allem um den Eishockeyspielbetrieb auf nationaler Ebene. Unter anderem veranstaltete er den Development Cup 2017, bei dem erstmals die andorranische Eishockeynationalmannschaft Spiele absolvierte. Zudem organisiert der Verband die nationalen Curlingaktivitäten.